# Table Top/Ettamogah
Table Top/Ettamogah est une localité australienne située dans la zone d'administration locale d'Albury, dans la région de la Riverina en Nouvelle-Galles du Sud. La population s'élevait à 1 516 habitants en 2021.
Elle est située à environ 15 km au nord-est du centre de l'agglomération d'Albury. Table Top et Ettamogah sont en fait deux banlieues distinctes, néanmoins, leur séparation étant floue, elles sont généralement considérées comme unique. 
Récemment incorporée à la ville d'Albury, Table Top/Ettamogah appartenait auparavant au comté de Grand Hume.

## Galerie de photos

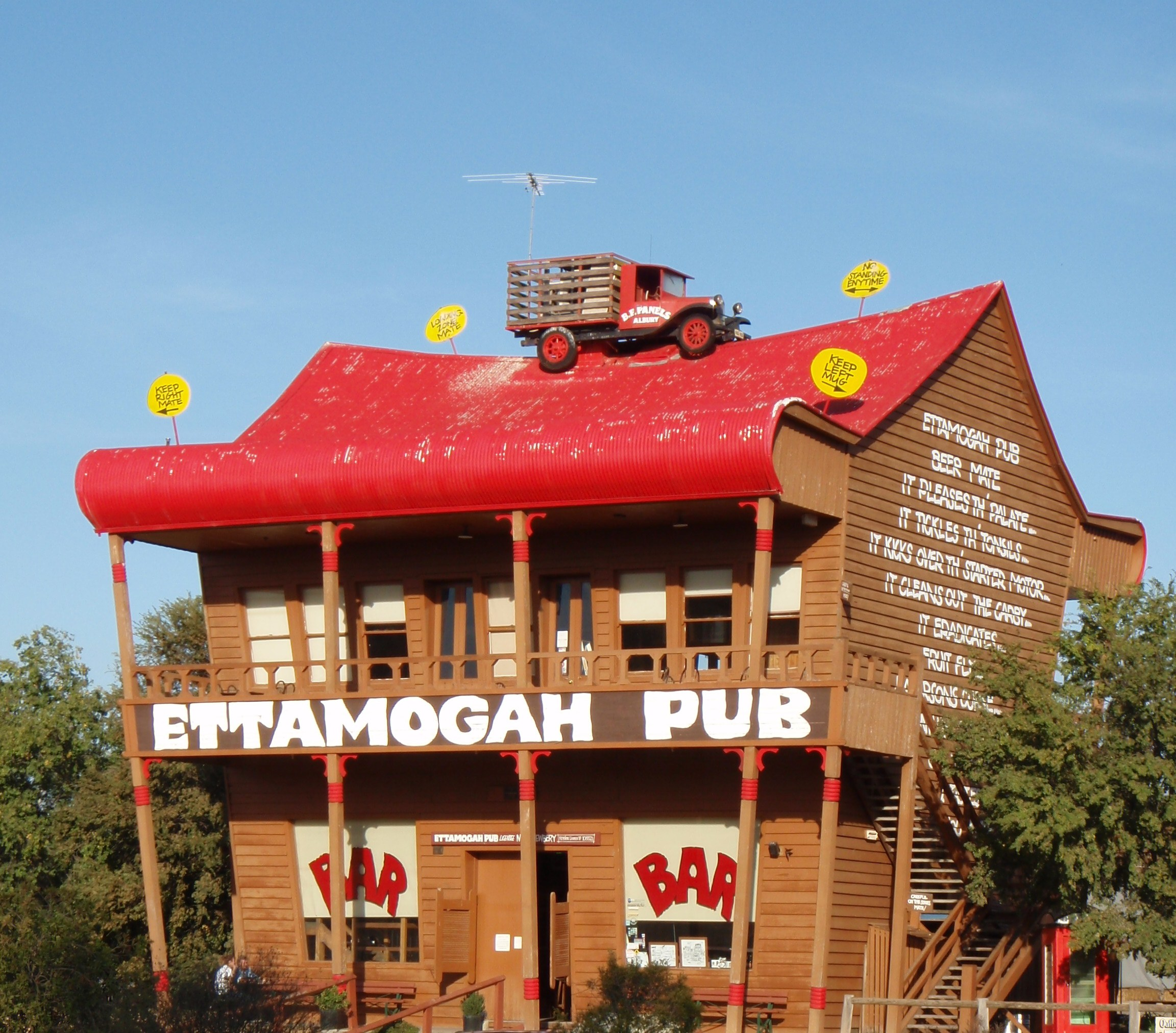
Bar original d'Ettamogah
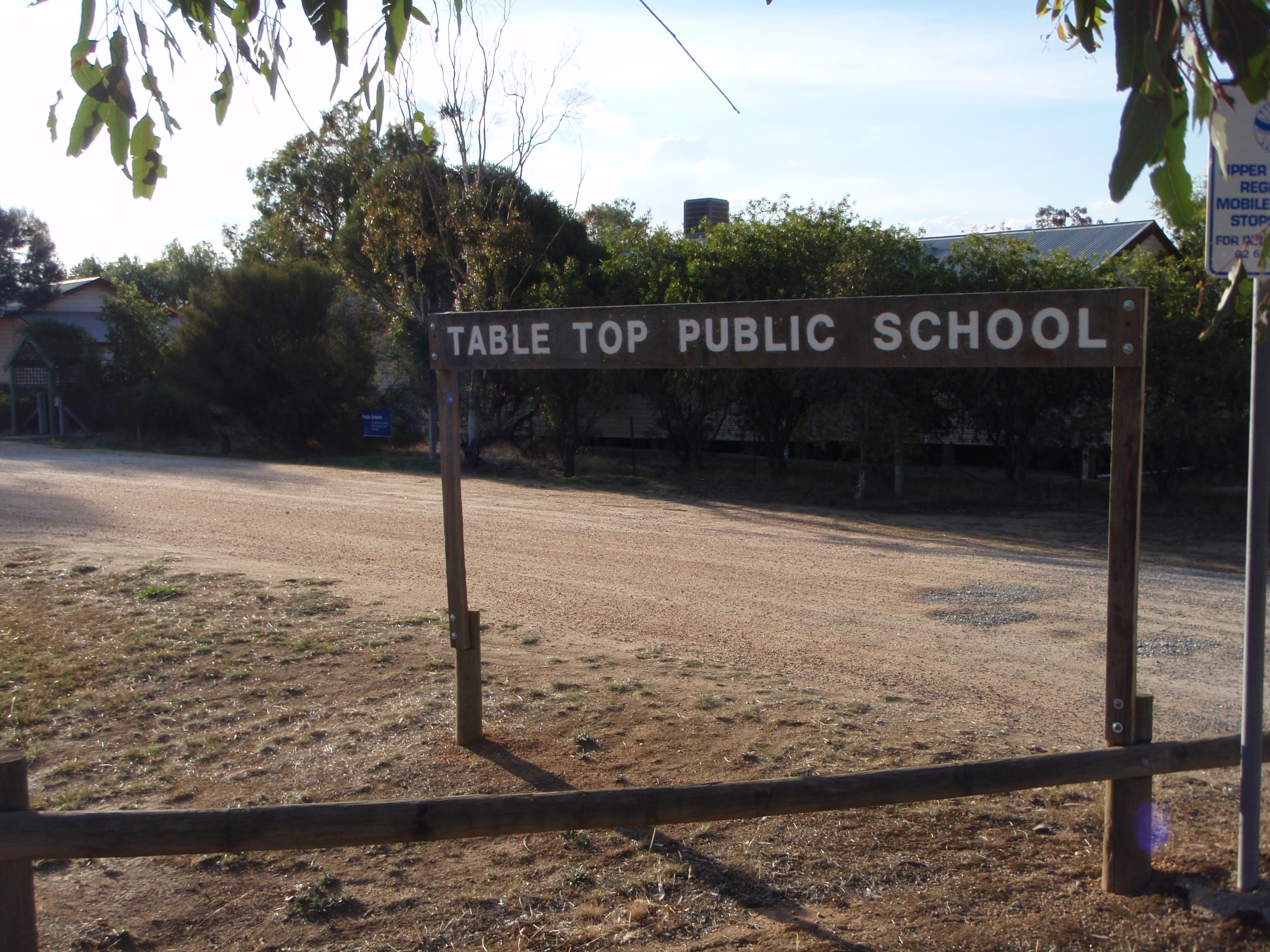
École de Table Top